# Chambre des représentants du Colorado
73e législature du Colorado
Capitole de l'État du Colorado

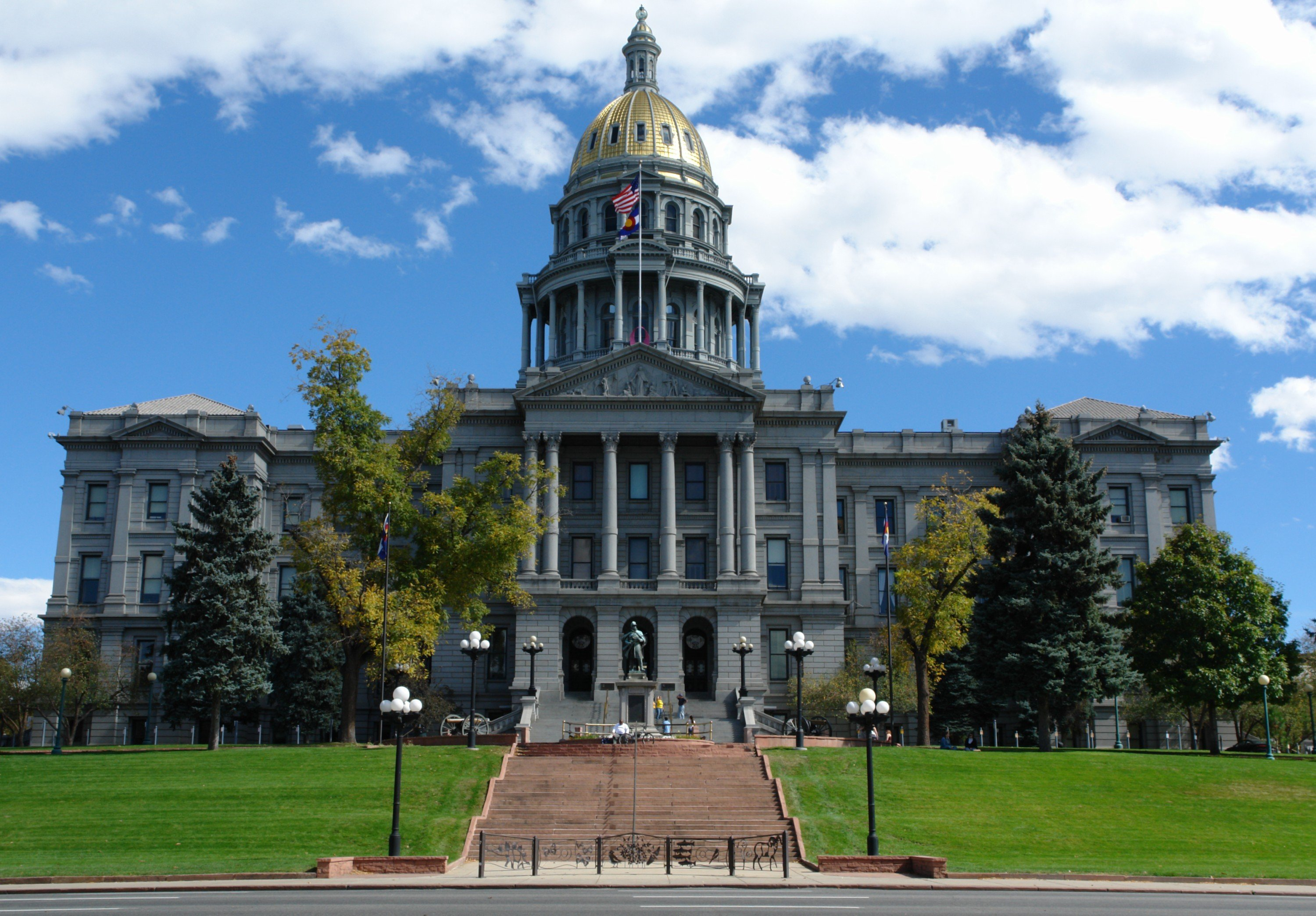
La Chambre siège au Capitole de l'État du Colorado.

La Chambre des représentants du Colorado (en anglais : Colorado House of Representatives) est la chambre basse de l'Assemblée générale du Colorado, un État des États-Unis.

## Système électoral
La Chambre des représentants du Colorado est composée de 65 sièges pourvus pour deux ans au scrutin uninominal majoritaire à un tour dans autant de circonscriptions.
Les districts représentent chacun une moyenne de 75 000 habitants. Aucun membre de la Chambre des représentants ne peut exercer plus de quatre mandats consécutifs.

## Siège
La Chambre des représentants siège au Capitole de l'État situé à Denver, capitale du Colorado.

## Représentation
| Législature | Parti      | Parti        | Total |
| Législature | Démocrates | Républicains | Total |
| ----------- | ---------- | ------------ | ----- |
| Législature |            |              | Total |
| 2011-2013   | 32         | 33           | 65    |
| 2013-2015   | 37         | 28           | 65    |
| 2015-2017   | 34         | 31           | 65    |
| 2017-2019   | 37         | 28           | 65    |
| 2019-2021   | 41         | 24           | 65    |
| 2021-2023   | 41         | 24           | 65    |